# Blumenstein
Blumenstein är en ort och kommun i distriktet Thun i kantonen Bern, Schweiz. Kommunen har 1 303 invånare (2023).